# Zoo di Lubiana
Lo zoo di Lubiana (in lingua slovena: Živalski vrt Ljubljana) è un giardino zoologico di 19,6 ettari situato a Lubiana, in Slovenia. Costituisce lo zoo nazionale della Slovenia ed è aperto tutto l'anno. La struttura è situata sul versante meridionale della collina di Rožnik, in un ambiente naturale di boschi e prati a circa 20 minuti a piedi dal centro della città. Lo zoo si caratterizza per il fatto che la città si trova nell'intersezione degli habitat alpino, pannonico, mediterraneo e dinarico ed ospita 119 specie per un totale (esclusi gli insetti) di circa 500 animali.

## Storia
Lo zoo di Lubiana fu fondato il 10 marzo 1949 dal consiglio comunale della città. Inizialmente fu ospitato nel centro storico della città (nei pressi dell'attuale sede della RTV Slovenija, trasferendosi poi nella sede attuale nel 1951.
Nel 2008 è stata annunciata una completa ristrutturazione del giardino zoologico che sarebbe stato completato entro il 2016. Nel 2009 sono arrivati una nuova colonia di saimiri, alpache e panda rossi. Alla fine dello stesso anno iniziò la costruzione del recinto dei leoni marini, in cui sono ospitati dal 2013 tre otarie della California. Nel 2010 morirono di vecchiaia entrambe le tigri siberiane. Dal 1996 erano ospitati anche due leoni, un maschio ed una femmina, provenienti dallo zoo di Karlsruhe, successivamente deceduti (il maschio durante un'operazione ortopedica nel 2011 e la femmina per cancro nel 2013).
Nel 2011 fu costruito un nuovo recinto per ospitare 4 procioni. Lo zoo ricevette anche un nuovo paio di linci. Nel 2012 arrivarono un paio di gru siberiane e 40 fenicotteri rosa. Nel 2013 lo zoo ricevette il primo paio di ghepardi, provenienti dallo zoo di Borås (Svezia), che furono ospitati nell'ex recinto delle tigri siberiane, che per l'occasione fu ridisegnato.

## Fattoria didattica
Con il contributo della Confederazione Svizzera e dello zoo di Zurigo è stata attivata una fattoria didattica all'interno dello zoo, con lo scopo di avvicinare i visitatori alle razze di animali domestici autoctoni e di sensibilizzare l'opinione pubblica nazionale sull'importanza dell'agricoltura per il mantenenimento di un'elevata biodiversità del paesaggio culturale sloveno. Tra gli animali ospitati vi sono:
- cavallo a sangue freddo sloveno;
- cavallo di Posavje;
- cavallo Lipizzano;
- vacca Cika;
- capra di Drežnica;
- pecora di Jezersko-Solčava;
- pecora plezzana (o di Plezzo);
- pecora di Krajina;
- pecora istriana;
- maiale del Carso (Krškopoljski);
- gallina della Stiria.